# Tim Nowak
Tim Nowak, né le 13 août 1995 à Bad Mergentheim, est un athlète allemand spécialiste des épreuves combinées.

## Biographie
Il est médaillé de bronze du décathlon lors des championnats d'Europe juniors de 2013 et des championnats du monde juniors de 2014
En 2019, il termine 10e des championnats du monde de Doha avec 8 122 pts.
Il franchit pour la première fois les 8 000 pts au décathlon en mai 2022 à l'occasion du Mehrkampf-Meeting Ratingen avec 8 160 pts.

## Palmarès
| Date | Compétition                    | Lieu      | Résultat | Épreuve    | Performance |
| ---- | ------------------------------ | --------- | -------- | ---------- | ----------- |
| 2013 | Championnats d'Europe juniors  | Rieti     | 3e       | Décathlon  | 7 778 pts   |
| 2014 | Championnats du monde juniors  | Eugene    | 3e       | Décathlon  | 7 980 pts   |
| 2016 | Championnats du monde en salle | Portland  | 7e       | Heptathlon | 5 832 pts   |
| 2016 | Championnats d'Europe          | Amsterdam | 19e      | Décathlon  | 6 646 pts   |
| 2019 | Championnats du monde          | Doha      | 10e      | Décathlon  | 8 122 pts   |
| 2022 | Championnats du monde          | Eugene    | 18e      | Décathlon  | 7 008 pts   |
| 2022 | Championnats d'Europe          | Munich    |          | Décathlon  | DNF         |
| 2023 | Championnats d'Europe en salle | Istanbul  | 7e       | Heptathlon | 5 727 pts   |

## Records
| Épreuve   | Performance  | Lieu   | Date        |
| --------- | ------------ | ------ | ----------- |
| Décathlon | 8 282 points | Götzis | 19 mai 2024 |